# Buriti Bravo
Pour les articles homonymes, voir Buriti.
Buriti Bravo est une municipalité brésilienne située dans l'État du Maranhão.